# Program Operacyjny Infrastruktura i Środowisko

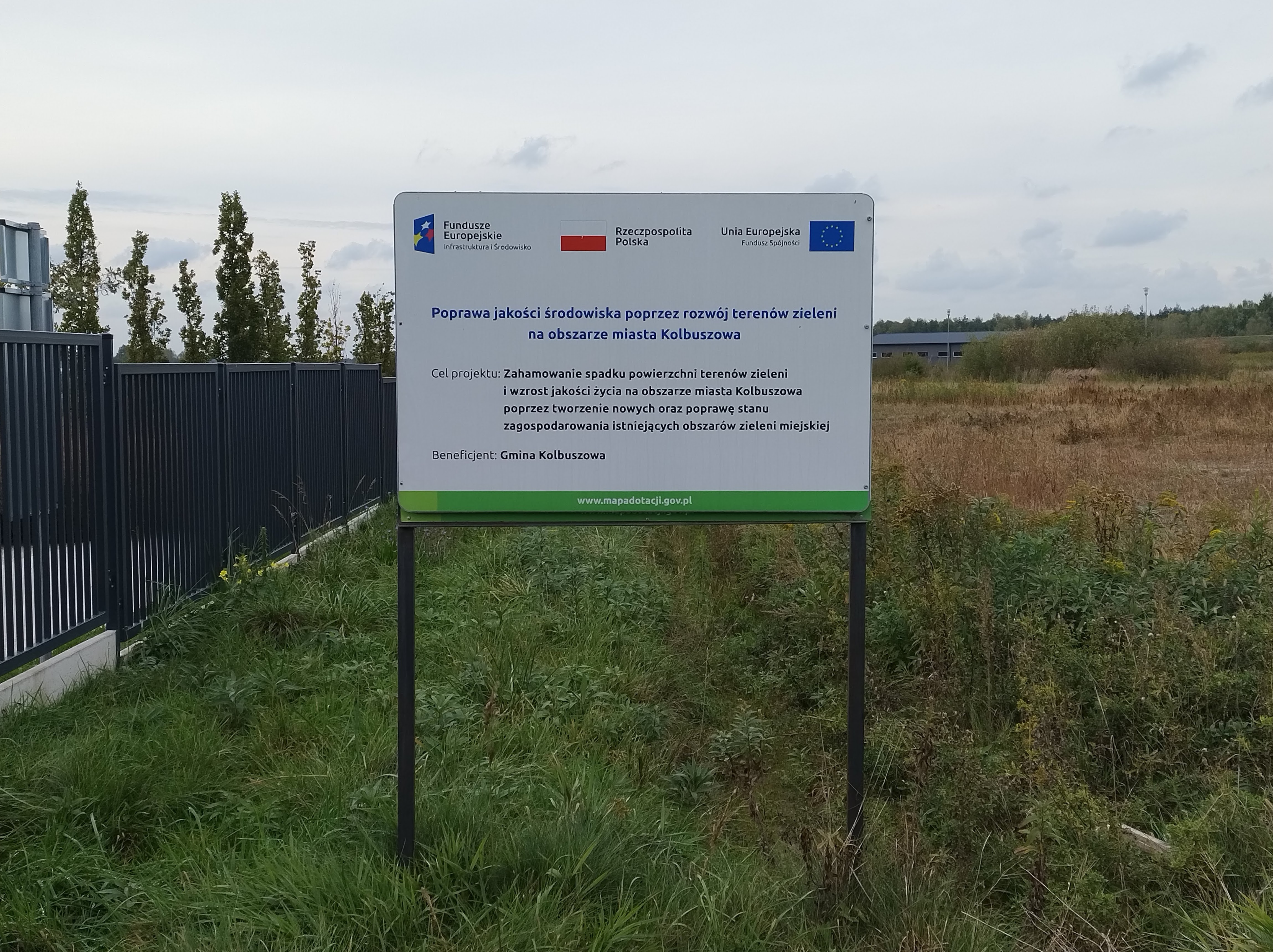
Tablica informująca o dofinansowaniu z programu

Stworzona przez Komisję Europejską Umowa Partnerstwa, określa główne kierunki wsparcia w ramach Polityki Spójności 2014-2020, na co składa się również PO Infrastruktura i Środowisko.
Program Operacyjny Infrastruktura i Środowisko (POIiŚ) tak samo, jak jego poprzednik POIiŚ 2007-2013, ma za zadanie dążyć do zrównoważonego rozwoju gospodarki i zwiększenia konkurencyjności, co będzie możliwe przez wsparcie rozwoju infrastruktury technicznej w Polsce.
Wszystkie projekty, które w ramach tego programu otrzymają dotację, przyczynią się nie tylko do rozwoju gospodarczego kraju, ale również wpłyną na życie codzienne Polaków.

## Cel
Celem POIiŚ 2014-2020 jest przede wszystkim wspieranie gospodarki, która efektywnie i przyjaźnie wykorzystuje zasoby środowiska. Działanie to dąży do zrównoważenia rozwoju, co będzie miało wpływ na silną, stabilną i konkurencyjną gospodarkę. W realizacji programu 2014-2020 zdecydowany nacisk zostanie położony na gospodarkę, która skutecznie wykorzystuje dostępne zasoby, co wiąże się z korzyściami dla środowiska i konkurencji ekonomicznej. 

## Beneficjenci
Jest to program, z którego skorzystać będą mogły:
- podmioty publiczne,
- samorządy terytorialne,
- podmioty prywatne (przedsiębiorstwa).

## Obszary wsparcia
- przystosowywanie do zmian klimatu
- zapobieganie ryzyku i zarządzanie ryzykiem
- gospodarka niskoemisyjna
- ochrona środowiska naturalnego
- efektywność wykorzystania zasobów w sektorze środowiska
- ochrona dziedzictwa kulturowego
- zrównoważony transport – budowa i przebudowa dróg krajowych w miastach na prawach powiatu
- bezpieczeństwo energetyczne
- sektor zdrowia – wzmocnienie infrastruktury ochrony zdrowia

## Budżet na poszczególne cele

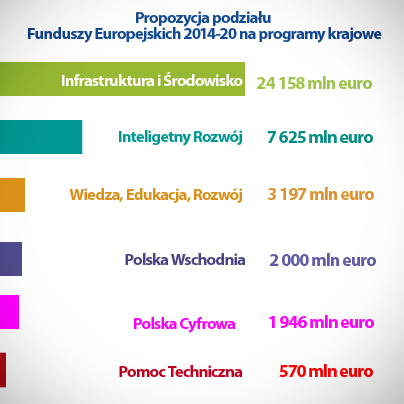
Podział przydzielonego budżetu

Na PO Infrastruktura i Środowisko zostało przeznaczone ok. 24,2 mld euro. Pieniądze te będą rozdysponowane na konkretne cele, a są to:
- Rozwój zrównoważonego i przyjaznego dla środowiska transportu – 14 688 mln euro.
- Ochrona środowiska (w tym adaptacja do zmian klimatu) – 3 458 mln euro.
- Poprawa dostępu do transportowej sieci europejskiej – 2 905 mln euro.
- Promocja odnawialnych źródeł energii i lepsza efektywność energetyczna – 1 263 mln euro.
- Rozwój infrastruktury bezpieczeństwa energetycznego – 642 mln euro.
- Wzmocnienie strategicznej infrastruktury ochrony zdrowia – 500 mln euro.
- Ochrona i rozwój dziedzictwa kulturowego – 400 mln euro.
- Pomoc techniczna – 300 mln euro.

## Obszary naborów wniosków w ramach PO IiŚ
- zmniejszenie emisyjności gospodarki dzięki modernizacji energetycznej budynków publicznych;
- ochrona środowiska;
- infrastruktura drogowa dla miast dotyczącą budowy, przebudowy dróg krajowych w miastach na prawach powiatu, w tym tras wylotowych;
- ochrona dziedzictwa kulturowego;
- wzmocnienie infrastruktury ochrony zdrowia;